# Boku no Patrasche
Boku no Patrasche, Flanders no Inu (яп. フランダースの犬 ―ほくのパトラッシュ― Фуранда:су но ину - Боку но Паторассю:, «Фландрийский пес: Мой друг Патраш») — японский аниме-сериал, выпущенный студией TMS Entertainment по мотивам романа 1872 года «Нелло и Патраш». Транслировался с 10 октября 1992 года по 27 марта 1993 года. Всего выпущено 26 серий аниме. Сериал также показывался на территории Франции по телеканалу France 3 в 1995 году, Ma Planète в 2005 году, на территории Италии по телеканалу RaiDue в 2006 году, и Филиппинах по телеканалу ABS-CBN.

## Сюжет
Сюжет повествует о мальчике по имени Нелло, который жил за городом, рядом с Антверпеном, Бельгии. Нелло — сирота, живёт с дедом Йоханом и зарабатывает на жизнь, продавая молоко. Однажды он находит породистого пса, который оказывается сильно ранен и без помощи мог бы умереть. Нелло решает взять его к себе и назвать Патрашем, пёс сильно привязывается к мальчику и помогает ему перевозить молоко в город. Нелло знакомится с девочкой по имени Алоис и дружит с ней, однако против этой дружбы выступает отец Алоис — самый богатый человек в деревне.
Нелло является талантливым художником и мечтает увидеть работы знаменитого художника Питера Рубенса, чьи картины выставлены в городской церкви, однако вход платный и Нелло не может позволить себе потратить деньги на вход, которые необходимы ему для пропитания. Единственная надежда Нелло на лучшую жизнь — участие в конкурсе рисунков в Антверпене, где Нелло демонстрирует все свои таланты и показывает себя лучшим художником, однако городское жюри по ясным причинам избирает победителями менее талантливых художников, происходящих из дворянских семей.
Вскоре дед умирает в аварии и Нелло оказывается без крова. Вместе с Патрашем он укрывается в церкви, чтобы переждать мороз и видит там картину Рубенса. Однако стены церкви не уберегают Нелло и Патраша от мороза и они умирают от холода в обнимку друг с другом.

## Роли озвучивали
- Юми Тома — Ароа
- Мэгуми Хаясибара — Нелло